# 梅若吉之丞
梅若 吉之丞（うめわか きちのじょう）は、シテ方観世流の一派、梅若六郎家の分家の一つ、梅若吉之丞家の当主が用いる名。初世・長左衛門景則。長らく途絶えていたが、初世梅若万三郎が継承。そのままとなっていたものを万三郎の孫が再継承。近年、五世梅若吉之丞を継承。